# Zdzisław Biegański (historyk)
Zdzisław Tomasz Biegański (ur. 2 lipca 1954 w Bydgoszczy) – polski historyk, dr hab. nauk humanistycznych, profesor uczelni i kierownik Katedry Dydaktyki Historii i Badań Regionalistycznych Wydziału Historycznego Uniwersytetu Kazimierza Wielkiego w Bydgoszczy.

## Życiorys
W 2004 r. habilitował się na podstawie pracy zatytułowanej Sądownictwo i skazani na śmierć z przyczyn politycznych w województwie pomorskim (bydgoskim) w latach 1945-1956. Został zatrudniony na stanowisku profesora nadzwyczajnego w Wyższej Szkole Pedagogicznej im. Janusza Korczaka w Warszawie na Wydziale Zamiejscowym w Człuchowie oraz w Instytucie Historii i Stosunków Międzynarodowych na Wydziale Humanistycznym Uniwersytetu Kazimierza Wielkiego w Bydgoszczy.
Piastuje funkcję profesora uczelni i kierownika w Katedrze Dydaktyki Historii i Badań Regionalistycznych na Wydziale Historycznym Uniwersytetu Kazimierza Wielkiego w Bydgoszczy.
Był dyrektorem w Instytucie Historii i Stosunków Międzynarodowych na Wydziale Humanistycznym Uniwersytetu Kazimierza Wielkiego w Bydgoszczy oraz dziekanem w Wyższej Szkole Pedagogiczna Towarzystwa Wiedzy Powszechnej na Wydziale Zamiejscowym w Człuchowie.
Przed 1990 r. należał do Polskiej Zjednoczonej Partii Robotniczej, w której pełnił m.in. funkcje lektora i wykładowcy szkolenia partyjnego. W 1980 został kierownikiem Gminnego Ośrodka Pracy Ideowo-Wychowawczej przy Komitecie Gminnym w Białych Błotach, a od 1981 był instruktorem Wojewódzkiego Ośrodek Informacji i Kształcenia Ideologicznego Komitetu Wojewódzkiego PZPR w Bydgoszczy.
W 2018 r. otrzymał Odznakę Honorową „Wierni Tradycji”.